# Natalia Riffo
Natalia Odette Riffo Alonso (Temuco, 24 de julio de 1971) es una psicóloga y política chilena. Se desempeñó como Ministra del Deporte durante el segundo gobierno de la presidenta Michelle Bachelet entre 2014 y 2016.
En 2022, durante el gobierno del presidente Gabriel Boric, fue nombrada como directora nacional del Servicio Nacional para la Prevención y Rehabilitación del Consumo de Drogas y Alcohol (Senda).

## Familia y estudios
Es hija de Ramón Francisco Riffo Olivares, de profesión detective y de Gladys Odette Alonso Donat, psicóloga.
Está casada con el sociólogo Álvaro Riffo Ramos, con quien tiene dos hijos.
Realizó su enseñanza básica en la Escuela Darío Salas de San Pedro de la Paz y su enseñanza media en el Colegio Inmaculada Concepción. Luego ingresó a la Universidad de Concepción, donde consiguió su título de psicóloga. También realizó estudios en criminología y seguridad en la Universidad Central y se graduó de Magíster en Psicología de la Justicia de la Universidad Lusófona de Porto, en Portugal.

## Carrera pública

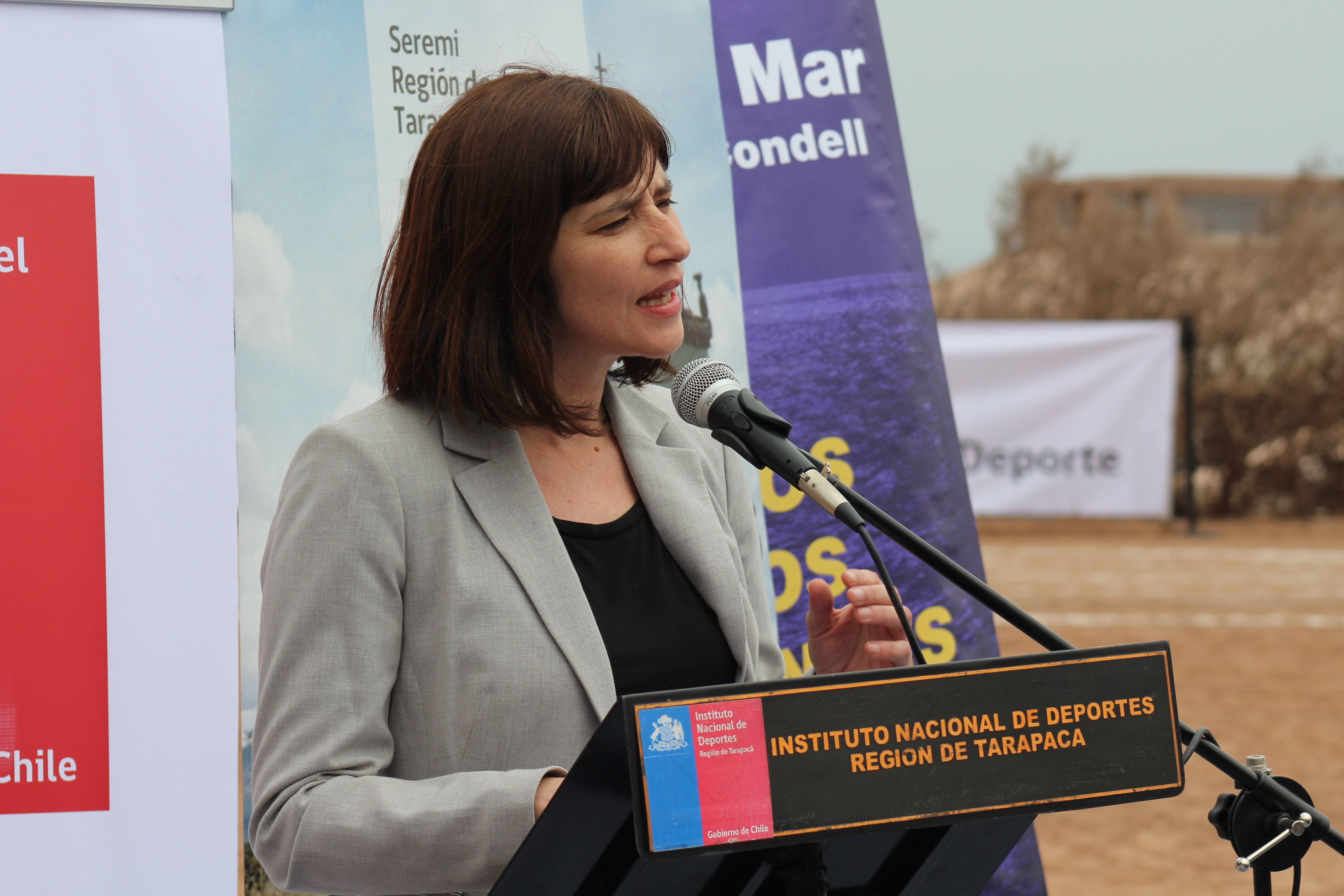
Riffo como ministra del Deporte en 2015.

Trabajó en el plan «Comuna Segura» en San Pedro de la Paz, para luego ser jefa de Recursos Humanos de FONASA en la Región del Biobío durante el gobierno de Ricardo Lagos. Entre 2009 y 2010 fue jefa nacional de Prevención de la Criminalidad y el Delito y durante 2011 y 2013 trabajó para el programa de «Seguridad Ciudadana Barrio Crítico» del Ministerio del Interior, para luego ser asesora de seguridad de la Municipalidad de Santiago.
En enero de 2014 fue designada por la recién electa presidenta Bachelet como ministra del Deporte —siendo la primera mujer en asumir dicho cargo—, nombramiento que en un principio causó sorpresa debido a su poca experiencia laboral en el ámbito deportivo. Asumió el cargo en medio de los Juegos Suramericanos que se desarrollaron en Santiago. Dejó la responsabilidad en noviembre de 2016.
Entre julio de 2021 y noviembre de 2022 se desempeñó como directora ejecutiva de la Corporación Municipal de Deportes de la Municipalidad de Ñuñoa, bajo la gestión de la alcaldesa Emilia Ríos.
El 1 de diciembre de 2022 fue designada mediante el sistema de Alta Dirección Pública como directora nacional del Servicio Nacional para la Prevención y Rehabilitación del Consumo de Drogas y Alcohol (Senda), organismo dependiente del Ministerio del Interior.